# Браузен, Эрика
Эрика Браузен (англ. Erica Brausen; 31 января 1908, Дюссельдорф — 16 декабря 1992) — арт-дилер и галерист, основавшая Ганноверскую галерею в Лондоне в 1948 году. Она была одним из первых покровителей в творческом пути нескольких влиятельных современных художников, в первую очередь Фрэнсиса Бэкона.

## Биография
Браузен родилась в Дюссельдорфе. Её отец был торговцем, также содержавшим местных фоксхаундов. Эрика уехала из Германии в начале 1930-х годов в Париж, где снимала комнату на Монпарнасе. Там она подружилась со многими художниками, живущими в этом районе, включая Жоана Миро и Альберто Джакометти. В 1935 году Эрика Браузен перебралась на Мальорку, где она управляла баром, популярным среди художников, писателей и приезжих моряков. Она использовала свои связи, чтобы помогать друзьям еврейского происхождения и/или социалистических взглядов бежать от войск генерала Франко во время Гражданской войны в Испании. Браузен убедила капитана подводной лодки ВМС США перевезти Мишеля Лейриса с его семьёй в безопасное место в Марселе. Сама она сбежала на рыболовном судне и прибыла без гроша в кармане в Великобританию в самом начале Второй мировой войны.
В Лондоне Браузен начала организовывать небольшие художественные выставки, часто в мастерских художников, но будучи гражданкой Германии она сталкивалась со многими трудностями и ограничениями. Её друг художник-гей женился на ней, что позволило ей трудиться легально, и она позднее получила работу в Галерее Редферн. В 1948 году при финансовой поддержке Артура Джеффресса, американского банкира, с которым она познакомилась на вечеринке, Браузен открыла Ганноверскую галерею на улице Сент-Джордж-стрит у самой площади Ганновер-сквер в центре Лондона персональной выставкой работ Грэхема Сазерленда. С 1946 года до своего закрытия в 1973 году Ганноверская галерея была одной из самых влиятельных галерей в Европе. Браузен приобрела несколько ранних работ Фрэнсиса Бэкона, включая «Картину» (1946), первая персональная выставка которого прошла в её галерее в ноябре 1947 года. Браузен стала главным арт-дилером Альберто Джакометти в Лондоне, продав более 70 его работ за время существования галереи. В Ганноверской галерее выставлялись работы Люсьена Фрейда, Марселя Дюшана и Макса Эрнста. Работы Генри Мура регулярно фигурировали в ежегодных выставках скульптуры в галерее.
Браузен была лесбиянкой, и большую часть своей жизни она провела в отношениях с Катариной Купман, известной как "Тото", бывшей моделью Chanel и киноактрисой. Они познакомились в 1945 году в Асконе (Швейцария), где Купман восстанавливалась после семи месяцев пребывания в концентрационном лагере Равенсбрюк. Купман была отправлена туда после того, как её поймали на шпионаже в пользу итальянского сопротивления во время Второй мировой войны. Её уже дважды ловили до этого, но ей и оба раза удавалось сбежать, но она была захвачена в третий раз в октябре 1944 года в Венеции и была быстро депортирована в лагерь. Купман помогала Браузен в управлении Ганноверской галереей, и обе женщины жили открыто вместе вплоть до смерти Купман в 1991 году.